# Duna menti alföld
A Dunamenti-alföld (szlovákul: Podunajská nížina) a Kisalföld Szlovákiába átnyúló része.
A Dunamenti-alföld legnagyobb részét Csallóköz alkotja. Itt van a Duna menti-alföld legnagyobb ivóvíztartaléka.

## Éghajlata
A Duna menti alföld éghajlata mérsékelt, évi középhőmérséklete 10 °C. Szlovákia legmelegebb területe.
A hőmérsékleti ingadozások az év során nagyobbak, a januári havi középhőmérsékletek –1 és –3 °C között alakulnak, júliusban 20 és 21 °C között.
A napi hőmérséklet-ingadozás ebben a térségben rendkívül magas, elérheti akár a 15 °C-ot is.
A napsütéses órák száma ebben a térségben egy évben átlagosan 2251 óra. Ha Szlovákiában egész évben felhőtlen volna az ég, a napsütéses órák száma 4450 lenne.
Az uralkodó szélirány nyugati és északnyugati. Az óceáni eredetű légtömegek csapadékot hoznak, mérsékelik a hőmérsékletet, télen olvadást, nyáron lehűlést okoznak. Az Ázsiából ideérkező légtömegek szárítóak, nyáron hőséget, télen erős fagyokat okoznak.
Az évi csapadékmennyisége ennek a térségnek átlagosan 655 mm. Ez nem elegendő, és mivel itt van Szlovákiában a legnagyobb mezőgazdasági termelés, a termőföld főleg nyáron öntözésre szorul.

## Élővilág
A Duna menti alföldön előfordul a túzok. Az ezüstsakálok száma is növekszik.
Mivel ártéri erdők övezetébe tartozik, az állatvilága a magyarországi alföldi állatvilággal megegyezik: fácán, ritkábban fürj, őz, szarvas, vaddisznó, fogoly, erdei pacsirta, rigó, erdei pityer, karvaly, csíz, erdei pinty, kis- , közép-, nagy-, balkáni fakopáncs, uhu, közönséges-, gyöngy- és erdei fülesbagoly, kuvik . Ritkaságok: muflon, túzok , ezüstsakál.
Halastavaknál, mocsaraknál, folyóknál vagy más vizenyős területeknél a nyír-, fűz- és a platánfák jellemzők. Itt sok sás, nád  és gyékény fordul elő. Ezeket a területeket a szürke-,vörös-,törpegémek, ugartyúkok, bölömbikák, darvak, gólyák, túzokok kedvelik. Halastavaknál meg a tőkés-, kanalas-, böjti récék, búbos-, kis-, vörösnyakú-, feketenyakú vöcskök, hattyúk, bíbicek, danka-, ezüst sirályok, kormoránok, szárcsák, vadludak, halász-, békász sasok, vidrák, hódok, vízicickányok  kígyász ölyvek fordulnak elő. Nádasokban nádirigó, nádiposzáta, mezei veréb, barkós és függőcinege, bölömbika, bakcsó, törpegém, barna-, óriás-, törpevarangy, vízi-,erdei sikló, molnárka, ló-, kis és közönséges szúnyog, guvat, haris, kis-, törpe-, pettyes vízicsibék, vízi tyúkok, szárcsák találhatók. Télen előfordulhatnak sarki-, északi-, fehércsőrű búvárok is.
Mezőgazdasági területeken, és füves pusztákon szintén él fürj, fácán, nyúl, vetési varjú, fekete rigó, vörös- ,kék-, tarka-, fehérkarmú vércse, vándor-, kis sólyom, egerész-, gatyás ölyv, hamvas-, fakó rétihéja, réti-, parlagi-, feketesas, réti-, parlagi pityer.

## Nyelvjárásai
A csallóközi magyar nyelvjárás nem sokban különbözik  a magyarországitól, bár vannak szavak amire más kifejezést használnak (például préshurka - disznósajt). A csallóközi nyelvjárásban az é betűt í-nek ejtik. Pl.: egír (egér).
A szlovák nyelv Nagyszombat környéki nyelvjárásában keményen ejtik a hangokat, tehát a ty-t t-nek , a gy-t d-nek, a cs-t c-nek.